# Brian T. Delaney
Brian Thomas Delaney (Filadèlfia, Pennsilvània, Estats Units, 17 de novembre de 1976) és un comediant i actor estatunidenc amb una reeixida carrera tant en el vessant humorista com en el d'actor en pel·lícules.